# Barbara Gebler
Barbara Gebler (* 1963 in Rheinfelden (Baden)) ist eine deutsche Filmeditorin und Filmregisseurin.

## Leben
Barbara Gebler wurde 1963 in Rheinfelden (Baden) geboren.
Nach einem Studium der Germanistik, Geschichte und Philosophie von 1980 bis 1984 an der Universität Konstanz durchlief sie zwischen 1985 und 1988 zunächst eine Ausbildung zur Film- und Fernseh-Editorin bei der BBC, der IFAGE Film- und Videoproduktion sowie beim ZDF. Von 1988 bis 1992 arbeitete sie dann als Schnittassistentin und Editorin für Dokumentarfilme und Spielfilme beim ZDF.
1992 begann sie ein zweites Studium zur Regisseurin an der Deutschen Film und Fernsehakademie Berlin (dffb). Während des Studiums war sie von 1992 bis 1998 in den Bereichen Schnitt, Regieassistenz und Script bei Produktionen der dffb, von 1996 bis 2000 als freie Editorin bei der Deutschen Welle tätig. Ihre dffb-Abschlussarbeit Salamander wurde ihr bisher größter Erfolg.
Barbara Gebler war zeitweise Dozentin für Filmschnitt an der Kaskeline-Filmakademie in Berlin.

### Salamander
Salamander ist der erste Film, der bei Colonia Media (Bavaria-Film-Gruppe) unter dem Label 131 produziert wurde. Unter diesem Label werden junge Regisseure und Filmautoren durch ein sogenanntes "first time agreement" gefördert.
Barbara Gebler nahm mit diesem Film seither an zahlreichen nationalen und internationalen Filmfestivals teil. 2001 wurde Salamander für den FIRST STEPS Nachwuchspreis nominiert. Als einer der ganz wenigen deutschen Beiträge wurde er mit großer Resonanz auch auf der Berlinale 2001 gezeigt. Am 17. Januar 2006 wurde er als Wiederholung in der Fernsehreihe Das kleine Fernsehspiel des ZDF gesendet.

#### Inhalt
Salamander ist eine Krimiparodie.
Der Film spielt in einer einzigen Nacht in Berlin. Sandra, eine Gelegenheitsbodyguard (gespielt von Henriette Heinze), hat einen Exfreund, Ronnie (Bela B. Felsenheimer). Der ist ein kleinkrimineller Passfälscher und muss sich für die Übergabe der Pässe immer eine Luxus-Limousine ausleihen, wobei ihm Sandra immer geholfen hatte. Aber Ronnie ist ein Kotzbrocken, hat sich beim letzten Mal total danebenbenommen und den Job dadurch vermasselt, deshalb hatte sie eigentlich mit ihm Schluss gemacht. Damit sie sich nicht doch wieder von Ronnie überreden lässt, hat sie eineinhalb Tabletten genommen.
Sandra wird von merkwürdigen Geräuschen aus ihrem beginnenden Tablettenschlaf geweckt. Sie überrascht den ungeschickten Einbrecher (er nennt sich "Michael Schumacher", kurz Mike) bei einem Einbruchsversuch und überwältigt ihn mit asiatischer Kampfkunst. Mike (Mario Mentrup) aber erzählt Sandra eine dubiose Geschichte: Angeblich handele er im Auftrag seines Bruders, eines mysteriösen, skrupellosen und unberechenbaren litauischen Gangsterbosses, in dessen Gewalt sich Sandras Ex Ronnie befinde. Mike will die Fotos der misslungenen Pässe haben, sonst passiere Ronnie etwas. Der undurchsichtige Mike bringt Sandra (oder doch Sandra den Mike?) dazu, ihm zu folgen und gemeinsam Ronnie zu suchen.
Es beginnt eine irre Fahrt in einem alten, schrottplatzreifen Peugeot 405 durch den kalten nächtlichen Großstadtdschungel Berlin. Auf ihrer Irrfahrt geraten Sandra und Mike immer mehr in Schwierigkeiten. Sie versuchen im Lauf der Nacht, sich gegenseitig auszutricksen, wobei derjenige, der die besseren Karten zu haben scheint, schließlich doch immer der Verlierer ist. Dabei fangen die beiden langsam an, sich sympathisch zu finden.
Asiatische Kampfkunst-Szenen, Speed, Gedichte und Anleihen bei Lola rennt, Plus Minus Null und Chungking Express spielen in dem Film ebenfalls eine Rolle.

#### Staff und Produktion
- Regie: Barbara Gebler
- Idee: Barbara Gebler, Michael Freerix, Wieland Bauder
- Buch: Wieland Bauder
- Kamera: Eeva Fleig
- Schnitt: Birgit Berndt
- Musik: Andreas Koslik
- Ton: Johannes Grehl
- Produktionsleitung: Ilka Schulz
- Herstellungsleitung: Christian Hohoff
- Redaktion: Lucas Schmidt (ZDF-Das kleine Fernsehspiel)
- Produzentin: Anke Scheib (Colonia Media)
- Koproduktion: Deutsche Film- und Fernsehakademie Berlin (dffb), ZDF/"Das kleine Fernsehspiel", Colonia Media.

## Teilnahme an Filmfestivals und Auszeichnungen
- ?: Internationales Bochumer Videofestival
- ?: Internationale Kurzfilmtage Oberhausen
- 1992: 26. Internationale Hofer Filmtage (Die Ermittler)
- 1994: 28. Internationale Hofer Filmtage (Selber schuld)
- 1995: Preis der IG Medien (Schlaraffenland)
- 1998: 11. Stuttgarter Filmwinter (Geheime Pläne – A Rough Idea)
- 1998: Feminale Internationales Frauenfilmfestival Köln (I like the fire)
- 2000: 34. Internationale Hofer Filmtage (Salamander, Uraufführung)
- 2001: 22. Filmfestival Max-Ophüls-Preis Saarbrücken (Salamander)
- 2001: 51. Internationale Filmfestspiele Berlin (Berlinale), Forum "Neue deutsche Filme" (Salamander)
- 2001: Internationales Festival der Filmhochschulen München (Salamander)
- 2001: International Festival of the Arts Tiblissi (Georgien) (Salamander)
- 2001: 4. International Film Festival Mumbai (Indien) (Salamander)
- 2001: 5. Woche des jungen deutschen Films – Goethe-Institut Warschau (Polen) (Salamander)
- 2002: Seminarreihe junger deutschsprachiger Film im European Institute of Cinema Karlsruhe (EIKK) (Salamander)
- 2006: Achtung Berlin – New Berlin Film Award, Kinder- und Jugendprogramm (Die Villa)

## Filmografie
- 1989: Crying, Come Back, Hero, Kurzspielfilm, Video (Beta), 25 Min. (Regie)
- 1998: Facing New York (6 Dokumentarfilme eines dffb-Seminars unter Leitung von Rosa von Praunheim, davon 1 Beitrag von Barbara Gebler; dffb, 3sat, gesendet im ZDFdokukanal am 17. Februar 2006)
- 1992: Die Ermittler, Kurzspielfilm, dffb, 16 mm, 12 Min. (Regie)
- 1994: Selber schuld, Kurzspielfilm, dffb, 16 mm, 25 Min. (Regie)
- 1994: Paul Vier und die Schröders (auch: Paul IV.), Verfilmung eines Kinderbuches von Andreas Steinhöfel (Schnitt)
- 1994: Sechs Weihnachten Dokumentarfilm, Video, 110 Min. (Schnitt)
- 1995: Schlaraffenland, Videoinstallation
- 1995: Svevo, Musikvideo, Beta SP, gezeigt auf VIVA und MTV
- 1996: Fangt schon mal an, Kurzspielfilm, dffb, Video (Beta SP), 20 Min. (Regie), ohne Drehbuch, mit nur drei Tagen Vorbereitungszeit, für die "30 Jahre DFFB – Tage und Nächte"
- 1996: I like the fire, Selbstporträt, Video (Beta SP), 5 Min. (Regie, Drehbuch, Schnitt), gezeigt im Goethehaus New York
- 1997: Geheime Pläne – A rough idea, Kurzspielfilm, dffb, Video (Beta SP), 18 Min. (Regie, z. T. Drehbuch)
- 1999: Fourty Love (auch: 40 Love), Kurzspielfilm, dffb, Video (Beta SP), 10 Min.
- 2000: Salamander, Spielfilm, dffb, 35 mm Farbe, 60 Min. (Idee, Regie)
- 2003: Haus des Schmerzes (Drehbuchauftrag des ZDF)
- 2004: Unexpected Rules, Videoinstallation, Original 35 mm übertragen auf HD (DigiBeta 16/9 Farbe), 16 Min. (Skriptkontinuität). Das Video war der Beitrag der Schweiz für die 26. Internationale Biennale für Zeitgenössische Kunst in São Paulo 2004 und kam in die Auswahl für das Internationale Filmfestival Locarno 2005.
- 2005: Die Villa – Geschichten aus dem Heim (auch: The Mansion), Dokumentarfilm, DigiBeta Farbe, 85 Min. (Schnitt)
- 2007: Karger, Kinospielfilm, DigiBeta, Farbe, 88 Min. (Schnitt, zusammen mit Stefan Stabenow). Die Regisseurin Elke Hauck erhielt 2007 für das Sozialdrama Karger den „Filmpreis des saarländischen Ministerpräsidenten“ im Rahmen des „28. Filmfestivals Max-Ophüls-Preis“.